# Ісак Дюбвік Мяяття
Ісак Дюбвік Мяяття (норв. Isak Dybvik Määttä, нар. 19 вересня 2001, Сула, Норвегія) — норвезький футболіст, фланговий захисник нідерландського клубу «Гронінген».

## Ігрова кар'єра

### Клубна
Свою футбольну кар'єру Мяяття починав у клубі «Лангевег». У 2016 році він дебютував в першій команді у четвертому дивізіоні чемпіонату Норвегії. 
У 2018 році футболіст перейшов до клубу «Олесунн» але перший сезон грав у резервному складі. Сезон 2019 року Мяяття почав як гравець першої команди. За чотири сезони, які захисник провів в команді, він кожен рік піднімався до Елітсерії, вилітав та знову піднімався.
Влітку 2022 року Мяяття перейшов до клубу нідерландської Ередивізі «Гронінген», з яким підписав контракт на чотири роки і 7 серпня провів першу гру у новій команді. За результатами того сезону «Гронінген» вилетів до друого дивізіону і наступний сезон Мяяття провів в Еерстедивізі але допоміг клубу одразу вибороти право на повернення до елітного дивізіону.

### Збірна
Маючи фінське коріння, Ісак Дюбвік Мяяття провів кілька матчів у юнацьких збірних Норвегії.